# Beli Potok (Leskovac)
Pour les articles homonymes, voir Beli Potok (homonymie).
Beli Potok (en serbe cyrillique : Бели Поток) est un village de Serbie situé sur le territoire de la ville de Leskovac, district de Jablanica. Au recensement de 2011, il comptait 575 habitants.

## Géographie
Beli Potok est situé sur les bords de la Veternica, un affluent gauche de la Južna Morava.

## Histoire

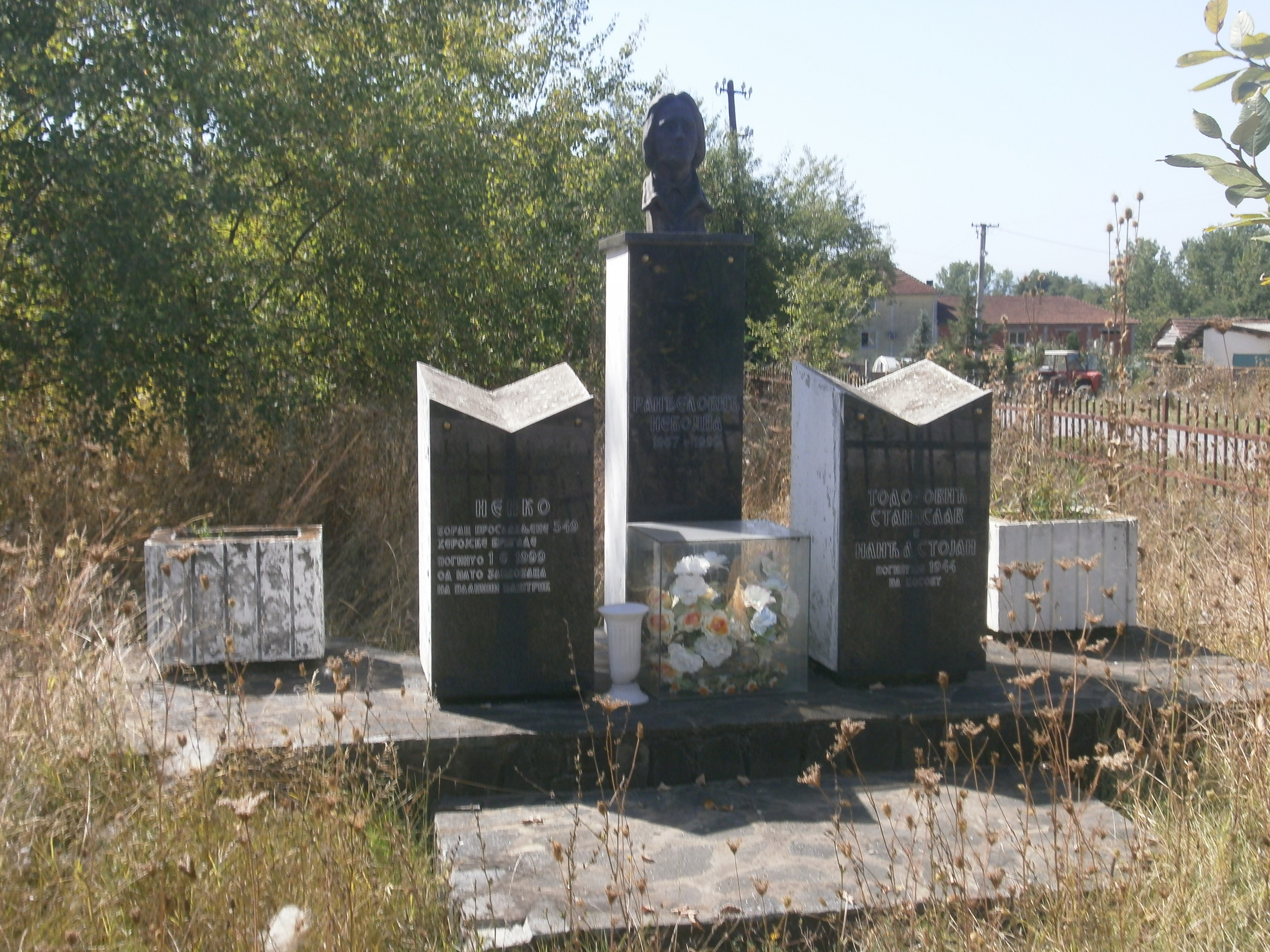
Le monument aux victimes de l'OTAN

## Démographie
| 1948 | 1953 | 1961 | 1971 | 1981 | 1991 | 2002 | 2011 |
| ---- | ---- | ---- | ---- | ---- | ---- | ---- | ---- |
| 493  | 546  | 590  | 623  | 662  | 646  | 629  | 575  |

|  |